# Заборонена дорога (фільм, 2007)
«Заборонена дорога» або «Заповідна дорога» (англ. Reservation Road) — американська кримінальна драма 2007 року, знята Террі Джорджем за мотивами однойменної книги Джона Бернема Шварца, який разом із Джорджем адаптував роман для сценарію. У головних ролях: Хоакін Фенікс, Дженніфер Коннеллі та Марк Руффало.

## Синопсис
Життя двох родин назавжди змінюється після того, як стається смертельна автомобільна аварія на заповідній дорозі.

## Акторський склад
| Актор              | Роль         |
| ------------------ | ------------ |
| Хоакін Фенікс      | Ітан Лернер  |
| Марк Руффало       | Двайт Арно   |
| Дженніфер Коннеллі | Грейс Лернер |
| Міра Сорвіно       | Рут Велдон   |
| Ель Феннінг        | Емма Лернер  |
| Едді Олдерсон      | Лукас Арно   |
| Шон Керлі          | Джош Лернер  |
| Антоні Короне      | сержант Берк |
| Джон Слеттері      | Стів Каттер  |

## Виробництво

### Зйомки
Зйомки фільму відбувалися в Стемфорді, починаючи з кінця жовтня 2006 року, найпершу міську сцену зняли в Аннаполісі, штат Меріленд, а наступну — в парку «Коув Айленд» у Стемфорд. Частину фільму також знято в парку розваг Lake Compounce у Брістолі, та на заправці Olde Blue Bird Inn & Gas Station і прилеглому бейсбольному полі Істоні. У трейлері та фільмі також використано кадри з Мартас-Він'ярд.

## Випуск
За перші вихідні фільм зібрав 36 269 доларів США. Він заробив у Сполучених Штатах 121 994 долари, а світові збори становили 1 783 190 доларів. Фільм випустили на DVD 8 квітня 2008 року.